# ماریوس یوزباشیان
ماریوس آرامی یوزباشیان (ارمنی: Մարիուս Արամի Յուզբաշյան؛  زادهٔ ۳ آوریل ۱۹۲۴ - درگذشته ۲۱ ژوئیهٔ ۱۹۹۳) یک فرد نظامی، پارتیزان و سیاستمدار اهل ارمنستان بود که از تاریخ ۱۹۷۸ تا تاریخ ۱۹۸۸ سمت فهرست رئیسان سرویس امنیت ملی ارمنستان را برعهده داشت.

## زندگی‌نامه
در ۳ آوریل ۱۹۲۴ در باتومی به دنیا آمد و از دانشگاه ملی اوژگورود (۱۹۵۷) فارغ‌التحصیل شد. وی در کاگ‌ب فعالیت می‌کرد. وی برنده جوایزی همچنین نشان انقلاب اکتبر، نشان جنگ میهنی (درجه یک) و نشان جنگ میهنی (درجه دو) و نشان پرچم سرخ شده است. وی در ۲۱ ژوئیهٔ ۱۹۹۳ در ۶۹ سن سالگی در ایروان کشته شد.

## یادداشت
1. ↑  Ուժգորոդի ազգային համալսարան